# Московский государственный университет природообустройства
Институт мелиорации, водного хозяйства и строительства имени А. Н. Костякова РГАУ-МСХА имени К. А. Тимирязева — высшее учебное заведение в Москве, существовавшее в 1930—2014 годах. В дальнейшем вошло в состав МСХА.

## История
В 1930 году на базе инженерно-мелиоративного факультета ТСХА, лаборатории гидротехнических установок ВСНХ, лаборатории института мелиорации Наркомзема РСФСР и гидротехнического отделения МВТУ приказом Наркомзема был создан Московский государственный инженерно-мелиоративный институт (МГИМИ).
В 1936 году институт был переименован в Московский институт инженеров водного хозяйства (МИИВХ), в 1937 году — в Московский гидромелиоративный институт (МГМИ). В 1940 году институту было присвоено имя В. Р. Вильямса. В 1951 году МГМИ был вновь переименован в Московский институт инженеров водного хозяйства имени В. Р. Вильямса (МИИВХ).
В 1960 году МИИВХ был объединён с ТСХА и преобразован в факультет гидротехники и мелиорации; в 1963 году на основе факультета был вновь сформирован МГМИ.
В 1993 году институт был переименован в Московский государственный университет природообустройства, став в 1996 году государственным образовательным учреждением.
20 мая 2013 года приказом Минисельхоза России была начата реорганизация университета путём его присоединения к МСХА имени К. А. Тимирязева. В 2014 году приказом Минсельхоза России ФГБОУ ВПО «Московский государственный университет природообустройства» и ФГБОУ ВПО «Московский государственный агроинженерный университет имени В. П. Горячкина» были присоединены к «РГАУ — МСХА имени К. А. Тимирязева» с образованием в её структуре, соответственно, Института природообустройства имени А. Н. Костякова «РГАУ — МСХА имени К. А. Тимирязева» и Института механики и энергетики имени В. П. Горячкина.
В 2017 году остававшиеся в составе института факультеты (природообустройства и водопользования; гидротехнического, агропромышленного и гражданского строительства; техносферной безопасности, экологии и природопользования) были реорганизованы в Институт мелиорации, водного хозяйства и строительства имени А. Н. Костякова (в его составе факультетов не имеется).

## Специализация
Готовит специалистов по следующим направлениям:
- Управление водными ресурсами и водопользование
- Комплексное использование и охрана водных ресурсов
- Инженерные системы сельскохозяйственного водоснабжения, обводнения и водоотведения
- Мелиорация, рекультивация и охрана земель. В том числе специализация: мелиорация, земельный кадастр и земельное право
- Инженерная защита окружающей среды
- Промышленное и гражданское строительство
- Гидротехническое строительство
- Природоохранное обустройство территорий
- Экспертиза и управление недвижимостью
- Машины и оборудование природообустройства и защиты окружающей среды
- Сервис и техническая эксплуатация транспортных и технологических машин и оборудования (водное хозяйство, природопользование)
- Экономика и управление на предприятии (природопользование)
- Экономика и управление на предприятии (водное хозяйство)
- Управление качеством

## Факультеты
В 1990—2000-е годы в МГУП действовало 8 факультетов (строительный, механический, эколого-мелиоративный, экономический, повышения квалификации, многоуровневого образования, довузовского образования и заочный) и около 40 кафедр.
В период 2013—2018 годов существовало три реорганизованных факультета: природообустройства и водопользования; гидротехнического, агропромышленного и гражданского строительства; техносферной безопасности, экологии и природопользования.
С 2018 года в составе института находится 12 кафедр.